# Private Smith of the U.S.A.
Private Smith of the U.S.A. ist ein US-amerikanischer Kurzfilm von Larry O’Reilly aus dem Jahr 1942.

## Handlung
Private Smith kommt zur Armee. Der Film folgt ihm während der ersten 13 Wochen seiner Armeezeit.

## Produktion
Private Smith of the U.S.A. erschien als erster Teil der Kurzfilmreihe This is America. Die Reihe ersetzte die RKO-Reihe March of Time, die von 20th Century Fox übernommen worden war. Der Film wurde am 2. Oktober 1942 veröffentlicht.

## Auszeichnungen
Private Smith of the U.S.A. wurde 1943 für einen Oscar in der Kategorie „Bester Kurzfilm (zwei Filmrollen)“ nominiert, konnte sich jedoch nicht gegen Beyond the Line of Duty durchsetzen.